# Rutube
Rutube é um serviço online russo para hospedagem e visualização de vídeos, construído com base em uma plataforma tecnológica própria. O Rutube fornece um conjunto diferente de ferramentas para criar e processar conteúdo de vídeo e suporta vários formatos de vlog e streaming. Ele usa seus próprios modelos de promoção e monetização de conteúdo.
Ambos os vlogs privados e corporativos estão disponíveis na plataforma. Os formatos mais populares são programas de entretenimento, transmissões online, streaming de canais de TV, blogs, master classes, programas de TV, filmes e séries.
O Rutube produz seu próprio conteúdo original em várias categorias: entretenimento, humor, esportes, ciberesportes, educação, viagens, conteúdo infantil e outros.
O aplicativo Rutube está disponível em iOS, Android, dispositivos HarmonyOS, plataformas Smart TV.
A Rutube faz parte dos ativos digitais da Gazprom-Media, controlada pela Ruform LLC, 100% dos quais foram consolidados pela holding no final de 2020.

## Público
Rutube é usado em mais de 170 países ao redor do mundo. O serviço é mais popular na Rússia, Bielorrússia, Cazaquistão, Ucrânia, Uzbequistão, Quirguistão e Moldávia. Há também um público ativo no exterior. Por exemplo, na Alemanha, EUA, França, Japão, República Checa, Letônia, Grã-Bretanha e Canadá.
Em dezembro de 2021, o número de usuários únicos que assistem ativamente a vídeos aumentou para 11,6 milhões por mês na própria plataforma e para 17,7 milhões junto com visualizações de vídeos incorporados em outros sites. O número total de visitantes do Rutube ultrapassou os 30 milhões por mês.
O número de visitas ao Rutube cresceu de 7,7 milhões em janeiro de 2022 para 50,1 milhões em março de 2022.

## Recursos do Serviço
O Rutube permite assistir a vídeos sem registro, possibilita criar listas de reprodução temáticas e compartilhá-las com outros usuários. Qualquer conteúdo carregado pelo usuário passa por moderação obrigatória e pode ser rejeitado caso não cumpra as regras do site. O sistema de recomendação facilita a navegação no serviço e a seleção de vídeos relevantes com base nos interesses do usuário. O Rutube possui um formato de assinatura paga que dá acesso a conteúdos exclusivos: filmes, séries, desenhos animados, transmissões ao vivo e programas de classificação.
Os usuários do serviço podem iniciar seus próprios canais, fazer upload de vídeos pelo Rutube Studio e transmitir. Qualquer assinante do serviço tem a oportunidade de monetizar seu canal e o conteúdo postado nele usando formatos de publicidade, doações, assinatura paga. Essa oportunidade aparece após atingir 5 mil visualizações no canal.

## Falhas na Operação
Em 9 de maio de 2022 o site foi submetido a um ataque cibernético, ficando indisponível para visualização ou gravação de vídeo.